# Prinses (tijdschrift)
Prinses was een christelijk damesweekblad, dat in Nederland verscheen van 1961 tot 1974. Het weekblad was in 1961 de opvolger van het maandblad Moeder-Vrouwenpost en had in het eerste jaar van verschijnen een oplage van 201.000. Het was de bedoeling dat Prinses een concurrent zou worden van de Libelle en Margriet.
In Prinses verscheen onder meer de strip Puk en Poppedijn van tekenaar Piet Wijn tussen 22 januari 1972 en 20 april 1974. Een andere strip was Polletje Pluim van tekenaar Dick Matena. Ook bracht Prinses een foto-beeldverhaal van de populaire televisieserie Swiebertje. Voor de kinderen ("Voor prinsjes en prinsesjes") was er een stripverhaal over Teddy en Terry 'de bijna menselijke belevenissen van twee babybeertjes', uit het Engels vertaald door Willemien Oranje-van Rij. Co van der Steen-Pijpers en Willemien Oranje schreven kinderverhalen voor Prinses.
In 1974 zakte de oplage terug tot 115.000 stuks. De ontkerkelijking en de concurrentie van het destijds nieuwe damesblad Story werden als oorzaken gezien voor deze afname. Voor uitgever Kluwer was het reden om Prinses op te heffen per 1 januari 1975.
Het opheffen van Prinses zorgde nog voor juridische problemen met de reisorganisatie Auto Camper International, die een contract had afgesloten om reizen te verkopen via het weekblad. De organisatie eiste dat er nog één editie van Prinses moest uitkomen met daarin twee pagina's voor de geplande reisreportages. Het aangespannen kort geding werd ingetrokken toen Kluwer bereid was over een schadevergoeding te praten.